# 북카페

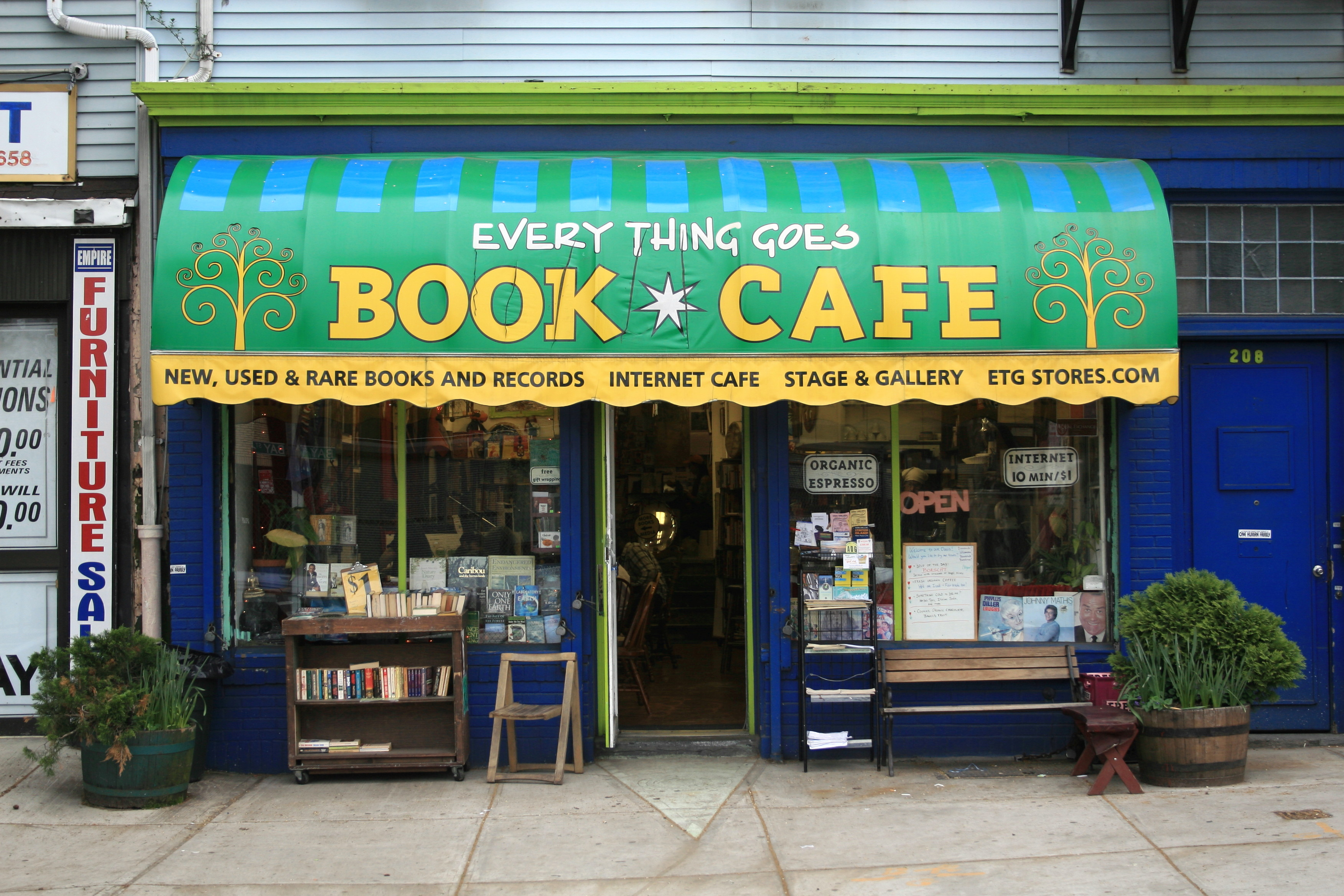
미국 뉴욕주 스태튼아일랜드에 있는 북카페.

북카페(book café)는 책에 대해 이야기하고, 아이디어를 교환하고, 코미디언들이 읽은 책의 발췌문을 듣고, 커피나 다른 음료를 마시면서 학예 공연을 관람하는 카페이다.
북카페는 시대, 장소, 고객 등 다양한 요인에 따라 모양과 정신이 달라 구체적이고 잘 정의된 형태가 없다는 점에 유의해야 한다. 이 장소는 끊임없이 움직이는 지적, 미적, 감정적 세계를 나타낸다.